# رجل الرجل (فلم 1918)
رجل الرجل هو فيلم مغامرات أمريكي صامت مفقود  أُنتج الفيلم عام 1917، من إخراج أوسكار أبفيل وإنتاج شركة Paralta Plays. وهو من بطولة ج. وارين كيريغان ولويس ويلسون، وقد اشتهر الاثنان ببطولة فيم العربة المغطاة.

## الحبكة
كما هو موضح في إحدى المجلات السينمائية،  يتجه مهندس التعدين جون ستيوارت ويبستر (كريجان) إلى أمريكا الوسطى. بينما كان في طريقه إلى المكسيك، عند محطة شاحنات في أريزونا، أنقذ فتاة صغيرة جميلة دولوريس (ويلسون) من انزعاج بائع متجول، ومن الآن فصاعدًا يقع في حبها. ويبستر هو شخص محب للسلام، ولكنه يقاتل عندما يتطلب الأمر القتال. عندما يصل إلى سوبرانتي، يواجه إحدى الثورات الدورية. ينقذ دولوريس من الثوار، ويقتل والدها ويكاد ويبستر أن يُقتل. تقوم بإعادته إلى حالته الصحية، وينقذ البلاد، ويتزوج الفتاة، وينطلقون في حياة سعيدة.

## الطاقم
- ج. وارين كيريغان بدور جون ستيوارت ويبستر
- لويس ويلسون بدور دولوريس روي
- كينيث هارلان بدور بيلي جيري
- إدوارد كوكسن بدور جون كافيرتي
- إيدا لويس بدور الأم جينكس
- هاري فون ميتر بدور ريكاردو روي
- يوجين باليت بدور الكابتن بينيفيدو
- إرنست باسكي بدور الكابتن أريدوندو
- آرثر ألارت بدور دكتور باتشيو
- جوزيف ج. داولينج بدور الرئيس ساروس
- جون ستيبلينج بدور نيدي جيروم
- والاس ورسلي بدور هنري جينكس

## نسخة 1923
من الواضح أن FBO أعاد إصدار هذا الفيلم في عام 1923 في نسخة مدتها 50 دقيقة. 

## روابط خارجية
- A Man's Man  في قاعدة بيانات الأفلام على الإنترنت (بالإنجليزية)
- [http://allmovie.com/movie/v153452 Synopsis

] على موقع أول موفي.
- Kyne, Peter B. (1917), Webster - Man's Man, Doubleday, Page & Company, on the Internet Archive